# モバちゅー
『モバちゅー』は、2006年4月4日から2008年3月25日まで名古屋テレビ（メ〜テレ）が編成していた深夜番組放送枠の名称。

## 概要
毎週火曜のおおよそ25時台に編成されていた放送枠で、各月第1週目から第5週目それぞれで異なる番組群を放送していた。
同枠放送番組は全てメ〜テレ自社製作のローカル番組で、ジャンルはバラエティ番組と音楽番組がメインだった。第1週目から第4週目までに放送の番組群はいずれも週に1度のペースではなく、月に1度のペースで放送されていた。また、第5週目に関してはその特性上、レギュラー番組ではなく単発番組が割り当てられていた。いずれの番組も携帯電話向けの公式サイトを運営し、視聴者との双方向性を図っていたのが特徴で、それが枠名の由来になっている（モバ = モバイル、ちゅー = Tuesday）。一部の番組はデータ放送も実施していた。
その後の2008年4月、それまで同枠が編成されていた時間帯にテレビ朝日製作の『アドレな!ガレッジ』が移動してきたことによって30分繰り下げられたが、その際にこの『モバちゅー』という固有枠名が消失した。枠名を失った後も同枠はそれまで通りに自社製作番組群を放送し続けていたが、それから1年後の2009年3月に主力番組だった『超常芸人サバ〜イ!』と『爆笑惑星サバ〜イ!』が揃って終了。替わって北海道テレビ製作の『水曜どうでしょうClassic』がスタートしたことにより、固有枠名ありの時期から続いていた枠のコンセプトは完全に失効した。以後は、唯一残った自社製作番組『メ〜テレライブ BOMBER-E』を第1週目に放送し、それ以外の週では『水曜どうでしょうClassic』を放送するという形態へ移行している。

## 編成時間
いずれもJST。

### 固有枠名ありの時期
- 火曜 25:33 - 26:03 （2006年4月 - 2006年9月）
- 火曜 25:18 - 25:48 （2006年10月 - 2007年3月）
- 火曜 24:48 - 25:18 （2007年4月 - 2007年9月）
- 火曜 24:50 - 25:20 （2007年10月 - 2008年3月）

### 固有枠名消失後
- 火曜 25:20 - 25:50 （2008年4月 - 2009年3月）

## 放送番組一覧
特別番組が編成される改編期や年末年始の時期においては、放送週が順延もしくは月末週の放送が省略されることがあった。

### 2006年4月以降
- 第1火曜 - モザイク
- 第2火曜 - 爆笑惑星サバ〜イ!
- 第3火曜 - メ〜テレライブ BOMBER-E - 枠設立以前の2005年4月から月に1度のペースで放送されていた。
- 第4火曜 - 崖っぷち

### 2007年4月以降
- 第1火曜 - アナchu!
- 第2火曜 - 超常芸人サバ〜イ!
- 第3火曜 - 爆笑惑星サバ〜イ!
- 第4火曜 - メ〜テレライブ BOMBER-E

### 2007年10月以降
- 第1火曜 - アナ誕!
- 第2火曜 - 超常芸人サバ〜イ! - 10月放送分のみ第3週目に放送。
- 第3火曜 - 爆笑惑星サバ〜イ! - 10月放送分のみ第2週目に放送。
- 第4火曜 - メ〜テレライブ BOMBER-E
- 第5火曜 - モバちゅーチャンス! （2007年10月30日）

### 2008年4月以降
- 第1火曜 - 超常芸人サバ〜イ!
- 第2火曜 - メ〜テレライブ BOMBER-E
- 第3火曜 - 爆笑惑星サバ〜イ!
- 第4火曜 - メ〜テレライブ BOMBER-E
- 第5火曜 - 恋ふぁく〜2008 あなたの夏休みの過ごし方〜（2008年7月29日） - ケータイ小説プロジェクト『恋ふぁく〜みんなで恋しよ!ケータイ小説FACTORY〜』開始の告知特番。